# Langsnavelhoningeter
De langsnavelhoningeter (Melilestes megarhynchus) is een zangvogel uit de familie Meliphagidae (honingeters).

## Verspreiding en leefgebied
Deze soort is endemisch in Nieuw-Guinea en telt twee ondersoorten:
- M. m. vagans: de noordelijk Raja Ampat-eilanden, Japen en noordelijk-centraal Nieuw-Guinea.
- M. m. megarhynchus: de zuidelijk Raja Ampat-eilanden, de Aru-eilanden, de Vogelkop en overig Nieuw-Guinea van het westen tot het noordoosten en zuidoosten.

## Status
De grootte van de populatie is niet gekwantificeerd maar de soort wordt omschreven als algemeen. Op de Rode lijst van de IUCN heeft deze soort de status niet bedreigd.